# Подводные лодки типа «Гадир»
Подводные лодки типа «Гадир» (перс. زیردریایی کلاس غدیر‎, [ɣædiːɾ]) — серия сверхмалых подводных лодок, построенных Ираном специально для плавания по мелководью Персидского залива. Проект назван в честь религиозного места Гадир Хумм. По состоянию на 2025 год построено и введено в строй около 20 подводных лодок этого типа, все они эксплуатируются ВМС Ирана и входят в состав Южного флота.

## История проектирования и строительства
Иран заинтересовался подводными лодками такого типа еще в 1980-х годах.
Согласно справочнику Conway’s All The World’s Fighting Ships первая сверхмалая ПЛ была построена в 1987 году в Бендер-Аббасе и была признана неудачной. Вскоре Иран приобрёл у Северной Кореи сверхмалую ПЛ другого типа, поставленную в 1988 году. К 1993 году из Северной Кореи было получено девять сверхмалых ПЛ водоизмещением 76/90 тонн, развивающих скорость до 8-12 узлов.
Разработка типа «Гадир» началась в 1996 году, после отмены договора с Россией о поставках подводных лодок. Разработка длилась 9 лет и включала множество вариантов. Производство началось в 2005 году и первая полностью готовая подводная лодка была спущена на воду в 2007 году.
О существовании типа «Гадир» стало известно в феврале 2004 года. В рассекреченном отчёте Офиса морской разведки США указано, что в этом году Иран купил у Северной Кореи как минимум одну подводную лодку типа «Йоно».
В мае 2005 года Иран анонсировал строительство крупной серии сверхмалых подводных лодок собственной разработки, показав по телевидению одну из лодок в море. В том же месяце подводные лодки типа «Гадир» приняли участие в третьей фазе военных учений «Этихад 84». В ноябре 2007 года главнокомандующий ВМС Ирана Хабиболла Сайяри сообщил о завершении строительства второго корабля, продолжавшегося десять лет. Верховный лидер Ирана Али Хаменеи в день вступления второй лодки в строй провозгласил, что отныне Иран получил возможность независимо ни от кого разрабатывать и строить столько подводных лодок, сколько потребуется
В мае 2014 подводная лодка Ghadir 953 совершила плавание в Индийском океане и в составе группы иранских кораблей посетила порт Карачи и приняла участие в совместных военно-морских учениях с Пакистаном.

## Конструкция и характеристики
Ввиду высокой секретности информация о характеристиках ПЛ типа «Гадир» противоречива. Одни эксперты сравнивают их с северокорейскими диверсионными подводными лодками типа «Юго», также есть сравнения с более крупным северокорейским типом «Сан-О» и с типом «Йоно».
«Гадиры» вооружены двумя носовыми торпедными аппаратами калибра 533 мм. Они способны запускать торпеды, противокорабельные ракеты «Наср-1» и более новые «Jask-2», а также могут через торпедные аппараты выставлять мины или выпускать бойцов в лёгководолазном снаряжении. Небольшие размеры обуславливают крайне малую автономность (по запасам провизии и средств регенерации) и превосходную манёвренность лодок.

## Представители

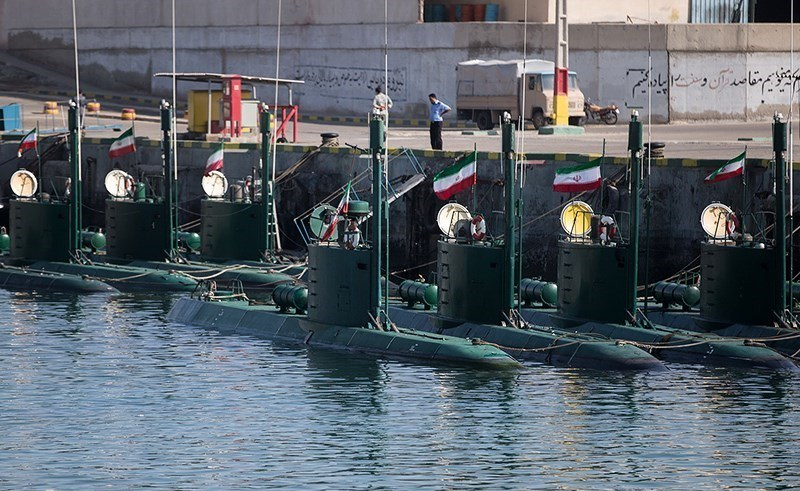
Восемь ПЛ типа «Гадир» в 2016 году

Иран держит в секрете точное число своих подводных лодок. В различных источниках количество построенных лодок к 2019 году варьируется от 10 до 21.
Согласно изданию Военный баланс в 2020 году у Ирана имелось 14 ПЛ типа «Гадир».
Фарзин Надими из Вашингтонского института ближневосточной политики в 2020 году оценил количество лодок в 20.